# Distrito de Luricocha
El Distrito de Luricocha es uno de los doce distritos de la Provincia de Huanta, ubicada en el Departamento de Ayacucho, en el Perú.

## Ubicación
Luricocha es, en importancia, el primer distrito de la Provincia de Huanta, del Departamento de Ayacucho. Está ubicado al norte del Distrito de Huanta, Región de Ayacucho a una altitud de 2564 m s. n. m. Limita por el norte con el Distrito de Santillana, por el sur con el Distrito de Huanta y Huancavelica, por el este con la provincia de Huanta y por el oeste con el departamento de Huancavelica. Por su variabilidad climática, su biodiversidad y la conservación de sus recursos naturales es, por excelencia, el distrito ecológico y frutícola de la Región, con tradiciones, su actividad agropecuaria, comercial, etc. Aquí el hombre aún vive en armonía con la naturaleza, cuenta con la infraestructura básica y de comunicaciones indispensables, de tal forma que el turista nacional como extranjero, pueda sentirse como en casa.
Este distrito es un importante valle, por la riqueza de su vegetación y frutales ubicados en su campiña, con una clima favorable y una temperatura que oscila entre 16 la mínima y 26 la máxima en los meses de verano
El servicio vehicular entre la capital de la provincia de Huanta y Luricocha es durante todo el día siendo la distancia entre ambos centros poblados de cinco minutos aproximadamente. Entre capital de la república y Luricocha, el tiempo estimado es de nueve horas, utilizando la carretera Vía Los Libertadores, totalmente asfaltado. De este modo los visitantes pueden desplazarse en vehículo propio o en empresas de transporte que hacen servicio diariamente entre Lima - Ayacucho - Luricocha, en esta aventura podría contemplar la belleza paisajística ayacuchana, así como los tesoros coloniales y arqueológicos.

## Etimología
San Antonio de Luricocha, nombre completo de la capital del distrito, fue fundado el 21 de junio de 1825 en el territorio poblado por los Ayllus de RURI-COCHA y elevado a categoría de Villa el 20 de noviembre de 1905.
Su etimología se deriva de las palabras quechuas: RURI = Loro y QOCHA = Región o Laguna, en su conjunto quiere decir: Región de Loros.
Los historiadores sostienen que el nombre del pueblo se originó por la abundancia de las mencionadas aves trepadoras llamadas comúnmente en ese entonces como RURI, que en las estaciones de otoño afluyen en gran número a la Campiña de Luricocha desde las quebradas del Mantaro especialmente del anexo de Isqana e Intiqahuana, lugares donde se irían a alimentarse de los frutos azucaradas del molle (Schinus molle), cuyos árboles corpulentos y frondosos forman en el valle verdaderos bosques, siendo aún en la actualidad el centro de esas aves voraces, que vuelan en innumerables bandadas formando ruido ensordecedor que al descender a las capas de molles terminan rápidamente sus frutos que para ellos, son el manjar predilecto.
Asimismo, Su etimología se deriva de las palabras quechuas: RURI = escondido, oculto y QOCHA =  Laguna o Lagunilla, Manantial, en su conjunto quiere decir: Laguna oculta.

## Población
La población total, considerando a toda la jurisdicción del distrito, es de aproximadamente seis mil habitantes, distribuidos en unos quince pagos y tres comunidades campesinas. Es un distrito en el que la migración permanente y temporal es alta, y cuya producción está fuertemente destinada a la comercialización. Existe una relativamente densa presencia de organismos del Estado y ONGs, pero también de otros actores, como partidos políticos.
En Luricocha es notoria la existencia de múltiples conflictos internos. Muchos de ellos pueden atribuirse a problemas asociados al quiebre de lazos comunales tradicionales, dados por la modernización y la migración.
Muchos de los que migraron lo hicieron por razones económicas y buscando educación. Durante la etapa de violencia política, Luricocha fue duramente afectada, lo que generó un fuerte desplazamiento adicional de la población.
Quienes manejan el poder en la zona son casi siempre migrantes retornantes, con mayores recursos y contactos, relaciones, y son a la vez los principales protagonistas de los conflictos.

## Autoridades

### Municipales
- 2019 - 2022[1]
  - Alcalde: Miki Vladimir Cruz Hugo, de Qatun Tarpuy.
  - Regidores:

  1. Hebert Nikola Navarro Pérez (Qatun Tarpuy)
  2. Edwin Quispe Calderón (Qatun Tarpuy)
  3. Karen Melissa Untiveros Ramírez (Qatun Tarpuy)
  4. José Antonio Gutiérrez Rojas (Qatun Tarpuy)
  5. Zósimo Barboza Ruiz (Movimiento Regional Gana Ayacucho)

## Turismo en Luricocha
Este distrito, que durante la época colonial fue un importante asiento español, presenta un interesante circuito turístico, mencionando como sus aspectos más saltantes los siguientes:
- El Templo

La ciudad de Luricocha tiene un templo de arquitectura típicamente colonial, por su belleza arquitectónica, por su extensión y por su solidez de estilo barroco y gótico admirado por propios y forasteros.
- La casona

Las ruinas de la casa del General Antonio José de Sucre(1824), se encuentra ubicada en la misma localidad del distrito de Luricocha entre la carretera antigua de Huanta-Luricocha, al costado de riachuelo de Luricocha. Según los historiadores esta casa ha sido de un Hacendado llamado Don Delfín Ludeña, lugar donde se alojó el General Sucre, en su paso por esta localidad, en su persecución del Virrey la Serna, quien escapaba de los patriotas. Esta casa tiene en su fachada la pintura que dejó plasmado su retrato de Sucre.
- Cañón de Huatuscalle

Ideal para el deporte de aventura de y canotaje. Está ubicado a la margen izquierda de la carretera que une los distritos de Luricocha y Santillana, donde se encuentra la iglesia del Señor de Huatuscalle, se llega en vehículo en solo 30 minutos.
- Cataratas

a: Las cataratas de Manzanayuq, se hallan al noreste de la actual comunidad de OCANA, entre la carretera que une los distritos de Luricocha y Santillana, a pie se llega en solo 30 minutos, desde dicha comunidad.
b: Las cataratas de Munti Kuchu, se ubica en la comunidad de Cantería, se llega en vehículo en 15 minutos, desde la capital del distrito.
- Miradores

a: Mirador de Pachapunya, en donde se encuentra la Cruz del Señor de Pachapunya, este mirador se ubica en la comunidad de Chamana, se puede llegar en solo 30 minutos a pie a dicho lugar; ideal para fotografía, presenta escenarios inigualables.
b: Mirador y Cañón de Ichu Cruz, se ubica al noreste de Luricocha en la comunidad de Atalambra, en vehículo se llega a dicha comunidad en 20 minutos y siguiendo el camino de herradura se llega, al mirador, en 30 minutos de la comunidad.

## Fiesta de las Cruces
La fiesta más importante de Luricocha es la Fiesta de las Cruces, que se celebra todos los años el día 3 de mayo; esta festividad pone a todo el pueblo en una actitud de absoluta ebullición y jolgorio, ya desde días antes se inician los preparativos y los mayordomos y asistentes limpian y preparan sus mejores galas; si usted decide visitar esta encantadora zona, en esta especial fecha tenga por seguro que no se aburrirá
La fiesta de las cruces fue establecida desde la época colonial, y hasta hoy mantiene sus características casi intácitas. En el fervoroso culto al madero en el que Cristo fue crucificado y que expresan de la mejor manera ofreciendo grandes penitencias como cargar inmensas y pasadas cruces desde los cerros más altos y bajar casi corriendo a la iglesia de la ciudad el 3 de mayo de cada año.
Uno de los atractivos de esta fiesta es la presencia de los "chunchos" que son personas disfrazadas con atuendos origínales de los campas, quienes portan arco y flecha, velos con adornos y semillas de la selva que cubren la cabeza y parte de sus hombros, antara en mano y formando grupos, dan giros en círculo venerando al Señor de Pachapunya y Huatuscalle. Luego de la santa misa, salen velozmente para recorrer el perímetro de parque y finalmente retornar a sus lugares de procedencia.